# Tudományos rasszizmus
A tudományos rasszizmus olyan elméletek és elképzelések áltudományos összessége, amely az emberi  „fajok” közötti különbségeket hivatott igazolni, elsősorban abból a célból, hogy alkalmazói az egyes fajok felsőbbrendűségét bizonyíthassák általa. Az elmélet követőinek az meggyőződése, hogy az emberiség biológiailag különálló taxonokra, úgynevezett „fajokra” osztható, és hogy empirikus bizonyítékok léteznek a fajok közötti alsóbbrendűség vagy felsőbbrendűség alátámasztására. A 20. század közepe előtt a tudományos rasszizmust a tudományos közösség többsége elfogadta, mára azonban áltudománynak tekintik, 
mivel az alkalmazott módszertana eltér a mai tudományos módszerektől és összeegyeztethetetlen a modern genetikai kutatások eredményeivel.
A fajelméletet gyakran közvetlenül azonosítják a rasszizmussal.
A tudományos rasszizmus helytelenül alkalmazza és eltorzítja az antropológiát (nevezetesen a fizikai antropológiát), a koponyaelméletet, az evolúciós biológiát és más tudományágakat vagy nézeteket, hogy alátámaszthassa az emberi közösségek külsőségeken alapuló megkülönböztetését, emberi fajokba sorolását, és azok között az egyes fajok magasabb vagy alacsonyabb rendűvé minősítését. 
A tudományos rasszizmus az 1600-as évektől kezdve a második világháború végéig volt jellemző, és különösen szembetűnő volt az európai és amerikai tudományos írásokban a 19. század közepétől a 20. század elejéig. 
A 20. század közepe óta legtöbben elavultnak és tudománytalannak tekintik, de a rasszisták továbbra is használják, hogy egy faj felsőbb vagy alsóbbrendűségét igazolják ezzel.
A második világháború után a tudományos rasszizmust hivatalosan is elítélték, különösen az UNESCO korai antirasszista nyilatkozatában, a „The Race Question (Faji kérdés)” (1950) címmel: „A »faj« nem annyira biológiai jelenség, mint inkább társadalmi mítosz, amelynek rengeteg ember áldozatává vált és kimondhatatlan szenvedést okozott."  Azóta az emberi evolúciós genetika és a fizikai antropológia fejlődése új konszenzushoz vezetett az antropológusok között, miszerint az emberi faj inkább társadalompolitikai, mint biológiai jelenség.